# Я (паровоз)
Паровоз Я (Ярославская дорога)— пассажирский паровоз типа 1-3-0, производившийся в 1896—1903 гг. для ряда российских железных дорог. Предназначался для вождения «дачных» (пригородных) поездов.

## История

### Предпосылки к появлению
В конце XIX века на многих российских железных дорогах начал наблюдался рост местного (пригородного) пассажирского сообщения. Это привело к повышению числа и веса пригородных (дачных) поездов. Однако применявшийся в то время тяговый подвижной состав ограничивал повышение веса поездов. Среди дорог, где наиболее остро стояла эта проблема, была и Московско-Ярославско-Архангельская железная дорога, где дачные поезда обслуживались паровозами типа 1-2-0. Требовалось паровозы с более высоким сцепным весом, однако выпускавшиеся в то время паровозы Нд типа 1-3-0 для этой службы мало подходили. Причина была в том, что на паровозах Нд применялась паровая машина компаунд, при пуске которой пар сперва поступал в один цилиндр, а затем уже в следующий. Из-за этого у паровозов с такой машиной была ограничена сила тяги при трогании с места. В отличие от них, паровозы с простой машиной имели более высокую силу тяги, так как в данном случае пар поступает сразу в оба цилиндра машины. Так как для дачных поездов с их большим числом остановок ускорение при разгоне имеет высокое значение, то конструкторами было решено построить паровоз типа 1-3-0 с простой паровой машиной. Также для повышения силы тяги, было решено уменьшить диаметр движущих колёс с 1900 до 1800 мм.

### Выпуск паровозов
В 1896 году, по заказу указанной дороги, на Невском заводе был спроектирован и начал выпускаться пассажирский паровоз типа 1-3-0 с простой паровой машиной. В том же году завод поставил на дорогу первые 20 машин, которые получили обозначение серии А. Помимо Московско-Ярославско-Архангельской железной дороги, данные паровозы приобретали и другие дороги, в том числе: Либаво-Роменская (на ней паровозы получили первоначальное обозначение серии ПН), Полесские (серия Н), Екатерининская (серия Н), Самаро-Златоустовская (серии Ан и Ап), Закавказская (серия Бн)и Московско-Брестская (серия И). Кроме Невского завода, в 1900 году партию выпустил и Путиловский завод. Ниже в таблице приведены данные о выпуске паровозов с указанием из первоначальных обозначений. Всего было выпущено 150 паровозов, которым в 1912 году присвоили обозначение серии Я, в честь первой дороги-заказчицы.
| Год  | Завод       | Количество | Обозначения                        |
| ---- | ----------- | ---------- | ---------------------------------- |
| 1896 | Невский     | 20         | А101—А120                          |
| 1897 | »           | 30         | А121—А135, Ан26—Ан40               |
| 1899 | »           | 18         | Бн551—Бн-568                       |
| 1900 | »           | 40         | А136—А140, Н56—Н65, Н61—Н73 И1—И12 |
| 1900 | Путиловский | 26         | Ап41—Ап55, И13—И23                 |
| 1901 | Невский     | 13         | ПН61—ПН73                          |
| 1903 | »           | 3          | А152—А154                          |